# Равель, Морис
Жозе́ф Мори́с Раве́ль (фр. Joseph Maurice Ravel; 7 марта 1875[…], Сибур[…] — 28 декабря 1937[…], XVI округ Парижа) — французский композитор и дирижёр. Вошёл в историю как один из ведущих представителей музыкального импрессионизма.

## Биография
Жозе́ф Мори́с Раве́ль родился 7 марта 1875 года в городе Сибур в семье швейцарского автомобильного инженера Жозефа Равеля (1832—1908) и Мари Делюар (1840—1916), происходившей из простой баскской семьи. Его отец был страстным любителем музыки, и считается, что именно он повлиял на сына так, чтобы он любил музыку
В 1882 году начал заниматься фортепиано у Анри Гиза, с 1887 года занимался гармонией у Шарля Рене.
В 1889 году Равель поступил в Парижскую консерваторию и окончил её по классу фортепиано. Молодому музыканту помогал его учитель Шарль де Берио – известный пианист того времени. Интерес к импровизации и созданию композиции появился у Равеля после знакомства с творчеством одного из родоначальников музыкального импрессионизма Эрика Сати, а также личной встречи с другим композитором и пианистом — Рикардо Виньесом. Спустя десятки лет, несмотря на сложные личные отношения, Равель неоднократно подчёркивал, сколь многим в своём творчестве он обязан Сати, и называл его не иначе как своим «предтечей».
На последнем году обучения он попал в класс к крупному французскому композитору Габриэлю Форе. По его инициативе Равель сочинил цикл произведений на испанские мелодии: «Хабанера», «Павана на смерть инфанты», «Старинный менуэт». После окончания консерватории в 1900-1914 годах он создал множество сочинений.
Творчество Мориса Равеля не было признано в профессиональных академических кругах. Три раза подряд он участвовал в конкурсе на получение Римской премии: в 1901, 1902 и 1903 году. Первый раз он проиграл состязание Андре Капле, получив так называемую «Малую римскую премию», второй раз — ученику профессора Шарля Леневе Эме Кунцу, в третий раз его обошёл Рауль Лапарра, также ученик Леневе. В 1904 году Равель уже сознательно воздержался от участия в конкурсе, чтобы собраться с силами для последней попытки. Это был последний возможный для него год участия, поскольку в дальнейшем он уже не мог претендовать на соискание премии из-за предельного для участников конкурса возраста в тридцать лет.
В 1905 году Морис Равель, уже широко исполняемый и известный в Париже музыкант-новатор, по совету симпатизировавшего ему Габриэля Форе в последний раз просит допустить его к участию в конкурсе. В результате четвёртого и последнего выдвижения разразилось так называемое «скандальное дело Равеля». В ответ на свою заявку Морис Равель получает уклончивый официальный отказ в допущении к конкурсу с формальной ссылкой на возрастные ограничения (которые к тому моменту ещё не наступили). Равель не смог поставить свой возрастной рекорд получения Римской премии и стать «самым старым» лауреатом в противовес члену жюри и самому молодому лауреату Эмилю Паладилю. Истинная причина недопущения к конкурсу лежала не в возрасте, а в раздражении членов жюри его «разрушительной антимузыкальной» деятельностью — импрессионистской эстетикой его ярких произведений, к тому времени уже пользовавшихся известностью (к примеру, уже много раз была исполнена его знаменитая «Игра воды»).
Комментируя решение жюри, маститый академик Эмиль Паладиль ворчал: «Месье Равель волен считать нас бездарными рутинёрами, но пусть не думает, что нас можно принимать за дураков…». Это решение Музыкального совета Академии искусств, в состав которого входили композиторы Ксавье Леру, Жюль Массне, Эмиль Паладиль, Эрнест Рейер, Шарль Леневе и директор консерватории Теодор Дюбуа, вызвало целую бурю негодования и протестов как среди музыкантов, так и околомузыкальной печати. Скандал приобрел особенно острый «антикоррупционный» характер, когда кроме всего прочего выяснилось, что абсолютно все кандидаты на Большую римскую премию, допущенные к конкурсу 1905 года, были учениками одного и того же профессора — Шарля Леневе.
«Беспрецедентный цинизм жюри!», «Позорное решение пристрастных судей!» — парижские газеты напечатали возмущённые отклики композиторов, писателей, художников и просто любителей музыки. Равель воспринял решение академиков спокойно и не высказывался по этому поводу. Но известный музыкальный критик Жан Марно, все симпатии которого находились в сфере постепенно набирающего силу импрессионизма, выступил с разгромной статьёй, кончавшейся следующей гневной тирадой: «…Ради будущего французской музыки пришло время наконец разогнать эту клику педантов, лицемеров и жуликов, этих трёх ослов — Паладиля, Дюбуа и Леневе!..» (Jean Marnold, «le Temps», 15 mai 1905).
Набор трёх фамилий, названных Жаном Марно, по существу не был случайным, но представлял собой собрание трёх символов: «Академия, Консерватория и Профессура», — вечно противостоящих всему новому и живому в искусстве. Скандал получил настолько широкий общественный резонанс, что содействовал не только резкому повышению авторитета и популярности самого Мориса Равеля, но и некоторому обновлению музыкальной жизни Парижа. В результате многолетний директор консерватории, консерватор и ретроград Теодор Дюбуа был вынужден уйти со своего поста. На его место был назначен Габриэль Форе. Этим было положено начало нового времени в парижской консерватории, несколько освежившей затхлую атмосферу этого учреждения и одновременно встряхнувшей музыкальную жизнь Парижа.
Весной 1905 года, после «скандального дела Равеля», в жизни композитора прошла строгая черта. Равель окончательно порвал с консерваторией и академическими кругами. Не допущенный к конкурсу, он тем не менее вышел победителем в глазах всего музыкального и интеллектуального общества. К нему приковано всеобщее внимание, его известность возрастает буквально с каждым днём, его сочинения издаются нарасхват, исполняются на концертах, о нём говорят и спорят. Впервые Равель становится вторым лидером музыкального импрессионизма и выходит на одну высоту с Клодом Дебюсси, композитором, которого он прежде всегда уважал. Морис Равель знакомится со знаменитым русским антрепренёром и организатором Русских сезонов Сергеем Дягилевым. Специально по его заказу он сочиняет музыку для балета Михаила Фокина «Дафнис и Хлоя» (1912), заглавную роль в котором исполнил великий русский танцовщик Вацлав Нижинский. Позже музыка композитора была использована в первом испанском балете труппы Русский балет Дягилева — «Менины» Л. Ф. Мясина (1916). Затем будет поставлен ещё один балет, «Вальс». Сочинение после премьеры стало использоваться как отдельное произведение.
В первый месяц войны с Германией Морис Равель попал в число мобилизуемых в действующую армию. Однако, несмотря на хорошее состояние здоровья, медицинская комиссия не приняла его ни в один род войск. Причиной тому был слишком маленький рост Равеля, не подходивший ни под один из армейских стандартов, и, как следствие, явно недостаточный для солдата вес тела. В течение трёх месяцев Равель, используя все свои связи, упорно добивался, чтобы его всё же приняли в действующую армию. В конце концов, в октябре 1914 года он добился своего и был принят добровольцем в автомобильный дивизион, где и прослужил шофёром грузовика чуть более трёх лет, сначала при инфантерии, а потом при авиационном полку. В начале 1918 года, совершенно подорвав на службе своё здоровье, он был комиссован по болезни. Патриотический порыв Равеля уже после войны не раз служил предметом для ехидных подтруниваний его вечного «учителя» и соперника, Эрика Сати, поскольку оба они, и Равель, и Сати, относились к государству чрезвычайно недоверчиво и скептически:

«Итак, не сомневайтесь, это дело решённое: …в будущую войну Равель будет ещё и авиатором — на грузовом автомобиле, разумеется…» — ( Эрик Сати, «Тетради млекопитающего», L’Esprit nouveau, apr.1921.)
После войны в музыке Равеля стало преобладать эмоциональное начало, поэтому от сочинения опер он переходит к созданию инструментальных пьес и пишет сюиту «Гробница Куперена» (фр. Le tombeau de Couperin, см. Томбо). Наступает время расцвета славы Мориса Равеля.
Однако популярность и известность гнетут композитора, и он переезжает из Парижа в местечко Монфор-Ламори, что в принципе не означает отказа от дальнейшей музыкальной деятельности.
Равель много гастролировал как пианист и дирижёр, исполняя собственные сочинения в Италии, Голландии и Англии. По заказу С. А. Кусевицкого Равель оркестровал «Картинки с выставки» М. П. Мусоргского — оркестровая редакция «Картинок» со временем стала не менее популярной у публики, чем фортепианный оригинал.
В «Болеро», одном из самых популярных сочинений Равеля, композитор соединил классические традиции с ритмами испанской музыки. Замысел этого произведения принадлежит знаменитой балерине Иде Рубинштейн. Сорасположенность частей и их строгая последовательность в развитии главной темы позволили передать танцевальную стихию испанской музыки. Знаменитая русская балерина Анна Павлова включила «Болеро» в свой репертуар.
В 1925 году Равель завершил работу над новаторским произведением «Дитя и волшебство», назвав его оперой-балетом.
В 1928 году он совершил четырёхмесячное турне по США и Канаде, где как пианист и дирижёр с успехом исполнял собственные сочинения. Этому успеху Равель во многом обязан С. А. Кусевицкому, с энтузиазмом продвигавшим в США его музыку. Среди других творческих впечатлений особенно значимым стало знакомство с Дж. Гершвином. В целом, увлечение джазовой и блюзовой музыкой в ходе американской поездки отразилось в музыке Равеля (например, в первой части Фортепианного концерта G-dur и во второй части Второй сонаты для скрипки и фортепиано).
В 1929 году композитору было присвоено звание почётного доктора музыки Оксфордского университета.
В 1932 году Равель вновь совершил турне по Европе вместе с пианисткой Маргаритой Лонг. В это же время он начал работать над новым произведением — балетом «Жанна д’Арк», однако попал в автомобильную аварию и прекратил творческую работу.
Начиная с 1933 года Равель страдал от серьёзного неврологического заболевания, ставшего, возможно, последствием черепно-мозговой травмы, которую он получил в автокатастрофе. Последним произведением тяжело больного композитора были «Три песни» к первому звуковому фильму «Дон Кихот». Они были написаны для русского певца Ф. И. Шаляпина.
Умер 28 декабря 1937 года в Париже после неудачно проведённой операции на головном мозге, предпринятой с целью лечения афазии. Похоронен на кладбище парижского пригорода Леваллуа-Перре.

## Сочинения
- «Старинный менуэт» для фортепиано (1895), версия для оркестра (1929)
- «Шехеразада», увертюра для симфонического оркестра (1898)
- «Павана на смерть инфанты» для фортепиано (1899), для оркестра (1910)
- «Игра воды» для фортепиано (1901)

- Струнный квартет № 1 (1903)
- «Шехеразада», цикл песен для сопрано или тенора с оркестром (1903)
- Сонатина для фортепиано (1905)
- «Отражения» для фортепиано (1905)
- «Испанская рапсодия» для симфонического оркестра (1907)
- «Испанский час», опера (1907)
- «Ночной Гаспар» (традиц. перевод «Ночные видения») для фортепиано (1908)
- «Моя матушка Гусыня», пьесы для фортепиано (1908—1910), для оркестра (1911), балет
- «Благородные и сентиментальные вальсы» для фортепиано (1911); версия для оркестра (1912)
- «Дафнис и Хлоя», балет (1912)
- Фортепианное трио ля минор (1914)
- «Гробница Куперена», фортепианная сюита (1917), 4 пьесы оркестрованы (1919)
- «Вальс», хореографическая поэма для оркестра (1920)
- «Цыганка», концертная рапсодия для скрипки и фортепиано (или оркестра) (1924)
- «Дитя и волшебство», опера (1925)
- «Мадагаскарские песни», цикл песен для сопрано, флейты, виолончели и фортепиано (1926)
- Соната № 2 для скрипки и фортепиано (1927)
- «Болеро» для симфонического оркестра (1928)
- Концерт для фортепиано с оркестром G-dur (1931)
- Концерт для фортепиано (для левой руки) с оркестром D-dur (посвящён Паулю Витгенштейну, 1930)
- «Три песни Дон Кихота к Дульсинее», цикл песен для баритона и симфонического оркестра (1933)

### на русском языке
- Крейн Ю. Симфонические произведения М. Равеля. М., 1962
- Фомин В.С. Морис Равель. — Для слушателей симфонических оркестров. — М. : Музыка, 1967. — 280 с.
- Мартынов И. И. Морис Равель. — М.: Музыка, 1979. — 335 с.
- Равель в зеркале своих писем / Сост. М. Жерар и Р. Шалю. Л., 1962; 2-е изд. под ред. Г. Филенко, 1998.
- Смирнов В. В. Морис Равель и его творчество: Монография. Л.: Музыка, 1981.— 224 с., нот.
- Цыпин Г. Морис Равель. М., 1959.
- Жаркова В. Б. Прогулки в музыкальном мире Мориса Равеля (в поисках смысла послания Мастера). Монография. — Киев: Автограф, 2009. — 528 с. — ISBN 978-966-7357-48-1.

### на иностранных языках
- A Ravel reader: correspondence, articles, interviews, ed. by A. Orenstein. Mineola, N.Y.: Dover, 2004.
- Nichols R. Ravel. New Haven; London: Yale University Press, 2011. ISBN 978-0-300-10882-8.
- Amaducci, L; E Grassi; F Boller. Maurice Ravel and right-hemisphere musical creativity: influence of disease on his last musical works? (англ.) // European Journal of Neurology[англ.] : journal. — 2002. — January (vol. 9, no. 1). — P. 75—82. — doi:10.1046/j.1468-1331.2002.00351.x. — PMID 11784380.
- Anderson, Keith. Notes to Naxos CD Debussy and Ravel String Quartets (англ.). — Munich: Naxos, 1989.
- Anderson, Keith. Notes to Naxos CD French Piano Trios (неопр.). — Munich: Naxos, 1994.
- The Cambridge Companion to Ravel, ed. by Deborah Mawer. Cambridge: CUP, 2000. ISBN 978-0-521-64026-8.
- Canarina, John. Pierre Monteux, Maître (неопр.). — Pompton Plains, US: Amadeus Press, 2003. — ISBN 978-1-57467-082-0.
- De Voto, Mark. Harmony in the chamber music // The Cambridge Companion to Ravel (неопр.) / Deborah Mawer. — Cambridge: Cambridge University Press, 2000. — (Cambridge Companions to Music). — ISBN 978-0-521-64856-1.
- Donnellon, Deirdre. French Music since Berlioz: Issues and Debates // French Music since Berlioz (неопр.) / Richard Langham Smith; Caroline Potter. — Aldershot, UK and Burlington, US: Ashgate, 2003. — ISBN 978-0-7546-0282-8.
- Duchen, Jessica. Gabriel Fauré (неопр.). — London: Phaidon, 2000. — ISBN 978-0-7148-3932-5.
- Fulcher, Jane F. Speaking the Truth to Power: The Dialogic Element in Debussy's Wartime Compositions // Debussy and his World (неопр.) / Jane F Fulcher. — Princeton, US: Princeton University Press, 2001. — ISBN 978-0-691-09041-2.
- Fulcher, Jane F. The Composer as Intellectual: Music and Ideology in France 1914–1940 (англ.). — Oxford: Oxford University Press, 2005. — ISBN 978-0-19-534296-3.
- Goddard, Scott. Maurice Ravel: Some Notes on His Orchestral Method (англ.) // Music and Letters[англ.] : journal. — 1925. — October (vol. 6, no. 4). — P. 291—303. — doi:10.1093/ml/6.4.291. — JSTOR 725957.  (требуется подписка)
- Goss, Madeleine. Bolero: The Life of Maurice Ravel (неопр.). — New York: Holt, 1940.
- Henson, R A. Maurice Ravel's Illness: A Tragedy of Lost Creativity (англ.) // British Medical Journal : journal. — 1988. — 4 June (vol. 296, no. 6636). — P. 1585—1588. — doi:10.1136/bmj.296.6636.1585. — PMID 3135020. — JSTOR 29530952. — PMC 2545963.  (требуется подписка)
- Hill, Edward Burlingame[англ.]. Maurice Ravel (англ.) // The Musical Quarterly[англ.] : journal. — 1927. — January (vol. 13). — P. 130—146. — doi:10.1093/mq/xiii.1.130. — JSTOR 738561.  (требуется подписка)
- Ivry, Benjamin. Maurice Ravel: A Life (неопр.). — New York: Welcome Rain, 2000. — ISBN 978-1-56649-152-5.
- James, Burnett. Ravel (неопр.). — London: Omnibus Press, 1987. — ISBN 978-0-7119-0987-8.
- Jankélévitch V. Ravel. Paris: Seuil, 1956, репринт 1995.
- Jankélévitch, Vladimir. Ravel (неопр.). — New York and London: Grove Press and John Calder, 1959. (перевод оригинала на англ. язык)
- Jones, J Barrie. Gabriel Fauré: A Life in Letters (неопр.). — London: B T Batsford, 1989. — ISBN 978-0-7134-5468-0.
- Kelly, Barbara L. History and Homage // The Cambridge Companion to Ravel (неопр.) / Deborah Mawer. — Cambridge: Cambridge University Press, 2000. — ISBN 978-0-521-64856-1.
- Kelly, Barbara L. Music and Ultra-modernism In France: A Fragile Consensus, 1913–1939 (англ.). — Woodbridge, UK: Boydell Press[англ.], 2013. — ISBN 978-1-84383-810-4.
- Kilpatrick, Emily. The Carbonne Copy: Tracing the première of L'Heure espagnole (неопр.) // Revue de Musicologie. — 2009. — С. 97—135. — JSTOR 40648547.  (требуется подписка)
- Landormy, Paul[англ.]. Maurice Ravel (1875–1937) (англ.) // The Musical Quarterly[англ.] : journal. — 1939. — October (vol. 25, no. 4). — P. 430—441. — doi:10.1093/mq/xxv.4.430. — JSTOR 738857.  (требуется подписка)
- Landowski W. М. Ravel, sa vie, son oeuvre. Paris, 1950.
- Lanford, Michael. Ravel and The Raven: The Realisation of an Inherited Aesthetic in Boléro (англ.) // Cambridge Quarterly : journal. — 2011. — September (vol. 40, no. 3). — P. 243—265. — doi:10.1093/camqtly/bfr022.  (требуется подписка)
- Larner, Gerald. Maurice Ravel (неопр.). — London: Phaidon, 1996. — ISBN 978-0-7148-3270-8.
- Lesure, François; Jean-Michel Nectoux. Maurice Ravel: Exposition (фр.). — Paris: Bibliothèque nationale, 1975. — ISBN 978-2-7177-1234-6.
- Long М. Au piano avec М. Ravel. Paris, 1971.
- Macdonald, Hugh. Ravel and the Prix de Rome (англ.) // The Musical Times : journal. — 1975. — April (vol. 116, no. 1586). — P. 332—333. — doi:10.2307/960328. — JSTOR 960328.  (требуется подписка)
- Marnat, Marcel. Catalogue chronologique de tous les travaux musicaux ébauchés ou terminés par Ravel // Maurice Ravel (фр.). — Paris: Fayard, 1986. — ISBN 978-2-213-01685-6.
- McAuliffe, Mary. Twilight of the Belle Epoque (неопр.). — Lanham, US: Rowman & Littlefield, 2014. — ISBN 978-1-4422-2163-5.
- Morrison, Simon. The Origins of Daphnis et Chloé (1912) (англ.) // 19th-Century Music : journal. — Vol. 28. — P. 50—76. — doi:10.1525/ncm.2004.28.1.50. — JSTOR 10.1525/ncm.2004.28.1.50.  (требуется подписка)
- Murray, David. Maurice Ravel // The Penguin Opera Guide (неопр.) / Amanda Holden. — London: Penguin Books, 1997. — ISBN 978-0-14-051385-1.
- Nectoux, Jean-Michel. Gabriel Fauré – A Musical Life (неопр.). — Cambridge: Cambridge University Press, 1991. — ISBN 978-0-521-23524-2.
- Nichols, Roger. Ravel (неопр.). — London: Dent, 1977. — (Master Musicians). — ISBN 978-0-460-03146-2.
- Nichols, Roger. Ravel Remembered (неопр.). — London: Faber and Faber, 1987. — ISBN 978-0-571-14986-5.
- Nichols, Roger. Ravel and the critics // The Cambridge Companion to Ravel (неопр.) / Deborah Mawer. — Cambridge: Cambridge University Press, 2000. — ISBN 978-0-521-64856-1.
- Nichols, Roger. Ravel (неопр.). — New Haven, US and London: Yale University Press, 2011. — ISBN 978-0-300-10882-8.
- Nichols, Roger; Deborah Mawer. Early reception of Ravel's music // The Cambridge Companion to Ravel (неопр.) / Deborah Mawer. — Cambridge: Cambridge University Press, 2000. — ISBN 978-0-521-64856-1.
- Orenstein, Arbie. Maurice Ravel's Creative Process (англ.) // The Musical Quarterly[англ.] : journal. — 1967. — October (vol. 53, no. 4). — P. 467—481. — doi:10.1093/mq/liii.4.467. — JSTOR 741228.  (требуется подписка)
- Orenstein, Arbie. Ravel: Man and Musician (неопр.). — Mineola, US: Dover, 1991. — ISBN 978-0-486-26633-6.
- Orenstein, Arbie. Maurice Ravel (неопр.) // The American Scholar. — Т. 64. — С. 91—102. — JSTOR 41212291.  (требуется подписка)
- Orenstein, Arbie. A Ravel Reader (неопр.). — Mineola, US: Dover, 2003. — ISBN 978-0-486-43078-2.
- Orenstein A. Ravel: man and musician. Mineola, N.Y.: Dover, 1991. xviii, 292 p. ISBN 978-0-486-26633-6.
- Orledge, Robert. Debussy and the Theatre (неопр.). — Cambridge: Cambridge University Press, 1982. — ISBN 978-0-521-22807-7.
- Pasler, Jann. Stravinsky and the Apaches (англ.) // The Musical Times : journal. — 1982. — June (vol. 123, no. 1672). — P. 403—407. — doi:10.2307/964115. — JSTOR 964115.  (требуется подписка)
- Perret, Carine. L'adoption du jazz par Darius Milhaud et Maurice Ravel: L'esprit plus que la lettre (фр.) // Revue de Musicologie. — 2003. — С. 311—347. — JSTOR 4494864.  (требуется подписка)
- Phillips, Edward R. Gabriel Fauré: A Guide to Research (неопр.). — London: Routledge, 2011. — ISBN 978-0-415-99885-7.
- Pollack, Howard[англ.]. George Gershwin: His Life and Work (неопр.). — Berkeley, US: University of California Press, 2007. — ISBN 978-0-520-24864-9.
- Poulenc, Francis; Stéphane Audel. Moi et mes amis (фр.). — Paris and Geneva: La Palatine, 1963.
- Roland-Manuel A. Maurice Ravel. Paris, 1948.
- Rousseau-Plotto É. Ravel, portraits basques, Anglet, Séguier, coll. " Empreinte ", 2004, 305 p. (ISBN 2-84049-360-8, notice BnFno FRBNF39272583) — Seconde édition corrigée, augmentée et réillustrée, Biarritz, Atlantica, 2016, 343 p. Cet ouvrage présente la vie du compositeur au Pays basque, ainsi que ses liens avec sa région natale (origines maternelles, séjours, amis, langue, musique) ; 150 photographies, 26 planches couleur; index.
- Sackville-West, Edward; Desmond Shawe-Taylor. The Record Guide (неопр.). — London: Collins, 1955.
- Schmidt, Carl B. Entrancing Muse: A Documented Biography of Francis Poulenc (англ.). — Hillsdale, US: Pendragon Press[англ.], 2001. — ISBN 978-1-57647-026-8.
- Schonberg, Harold C. The Lives of the Great Composers (неопр.). — second. — New York and London: W W Norton, 1981. — ISBN 978-0-393-01302-3.
- Schuller, Gunther. The Compleat Conductor (англ.). — New York: Oxford University Press, 1997. — ISBN 978-0-19-506377-6.
- Strasser, Michael. The Société Nationale and its Adversaries: The Musical Politics of L'Invasion germanique in the 1870s (англ.) // 19th-Century Music : journal. — Vol. 24, no. 3. — P. 225—251. — doi:10.1525/ncm.2001.24.3.225. — JSTOR 10.1525/ncm.2001.24.3.225.  (требуется подписка)
- Taruskin, Richard. Music in the early twentieth century (англ.). — New York: Oxford University Press, 2010. — ISBN 978-0-19-538484-0.
- Vaughan Williams, Ursula. R.V.W. – A Life of Ralph Vaughan Williams (англ.). — Oxford and New York: Oxford, 1964. — ISBN 978-0-19-315411-7.
- White, Eric Walter. Stravinsky: The Composer and his Works (неопр.). — second. — Berkeley, US: University of California Press, 1984. — ISBN 978-0-520-03985-8.
- Whitesell, Lloyd. Ravel's Way // Queer Episodes in Music and Modern Identity (англ.) / Sophie Fuller; Lloyd Whitesell. — Urbana, US: University of Illinois Press, 2002. — ISBN 978-0-252-02740-6.
- Woldu, Gail Hilson. Au-delà du scandale de 1905: Propos sur le Prix de Rome au début du XXe siècle (фр.) // Revue de Musicologie. — 1996. — Т. 82, № 2. — С. 245—267. — doi:10.2307/947128. — JSTOR 947128.  (требуется подписка)
- Zank, Stephen. Maurice Ravel: A Guide to Research (неопр.). — New York: Routledge, 2005. — ISBN 978-0-8153-1618-3.
- Kilpatrick E. The operas of Maurice Ravel. Cambridge: Cambridge University Press, 2015. ISBN 9781316339237